# Política de Cuba

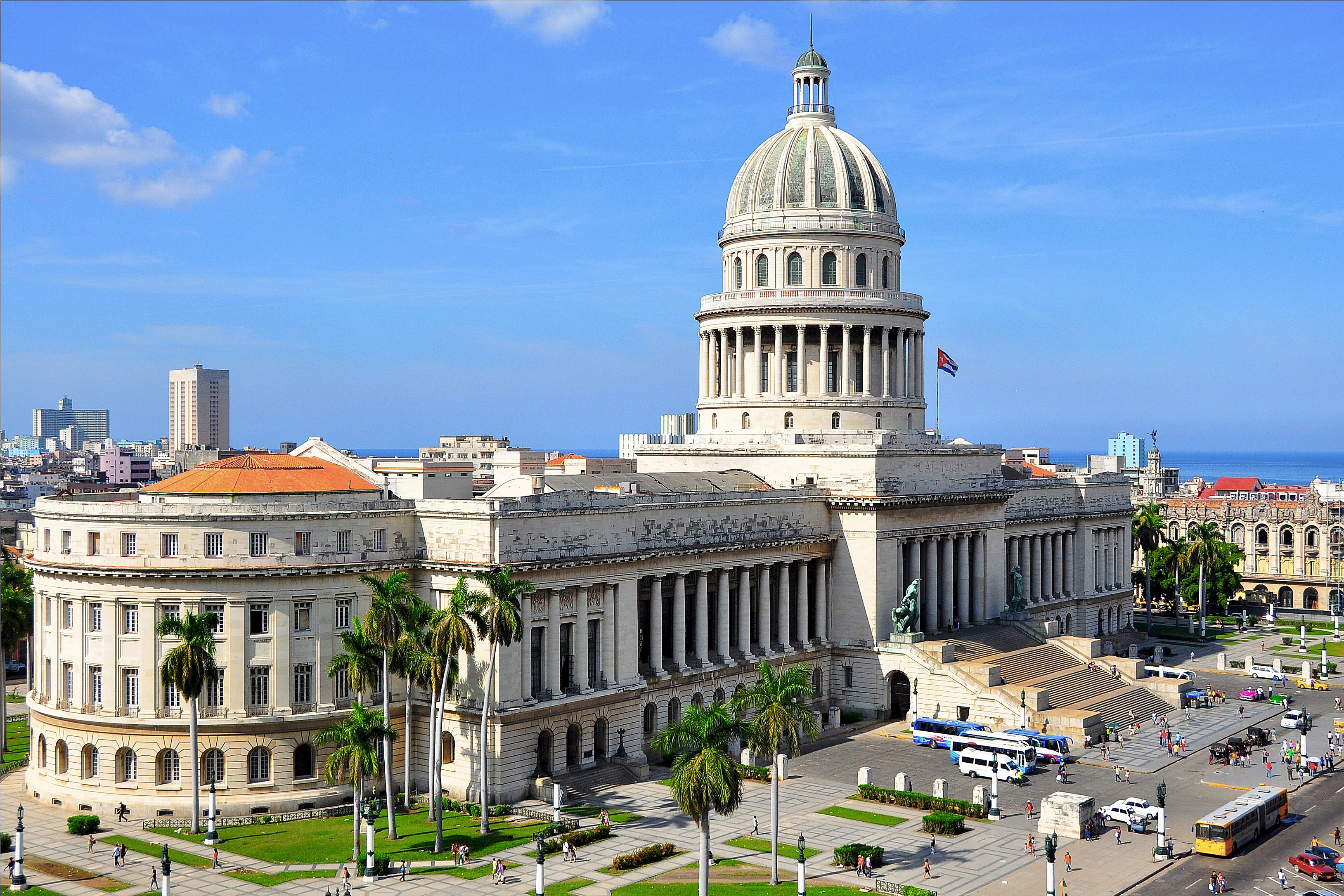
Capitolio de La Habana, sede de la Asamblea Nacional del Poder Popular.

Cuba es una república socialista unitaria marxista-leninista unipartidista. Después de la dictadura de Fulgencio Batista, Cuba fue dirigida por Fidel Castro durante casi cincuenta años, primero como primer ministro (1959) y luego como presidente del Consejo de Estado, y del Consejo de Ministros (1976), el máximo órgano ejecutivo, después sería presidido por su hermano Raúl Castro, en la actualidad por Miguel Díaz-Canel, presidente del Consejo de Estado de Cuba y del Consejo de Ministros desde el 19 de abril de 2018. Es el primer dirigente cubano nacido después de la Revolución Cubana que ha alcanzado dichos puestos. La constitución actual fue aprobada en un referéndum popular en el año 2019.
La actual Constitución de Cuba en vigor desde 2019, establece que Cuba es un Estado socialista de manera irrevocable, a pesar de no cumplir el principio 'A cada cual según su aporte' que es considerado por los socialistas y socialistas marxistas una de las características de una sociedad que está realizando su transición hacia el socialismo, impidiendo cualquier modificación del modelo socioeconómico. La Constitución dice en su artículo 5 que:

El Partido Comunista de Cuba, único, martiano, fidelista, marxista y leninista, vanguardia organizada de la nación cubana, sustentado en su carácter democrático y la permanente vinculación con el pueblo, es la fuerza política dirigente superior de la sociedad y del Estado. Organiza y orienta los esfuerzos comunes en la construcción del socialismo y el avance hacia la sociedad comunista. Trabaja por preservar y fortalecer la unidad patriótica de los cubanos y por desarrollar valores éticos, morales y cívicos.

Comenzando en el año 1959, las tierras fueron sometidas a dos radicales reformas agrarias en las que se limitó la tenencia de tierras a tres caballerías por una sola persona que, según la constitución del 1976, previa autorización estatal, pueden incorporar sus tierras únicamente a cooperativas de producción agropecuaria o venderlas o permutarlas al Estado, o a cooperativas y agricultores pequeños y la autogestión de los organismos productivos. Sin embargo, desde la crisis económica provocada por el fin del Consejo de Ayuda Mutua Económica (CAME), el Gobierno ha promovido una apertura a la inversión de capital extranjero en condiciones de privilegio frente a la inversión que pudieran hacer los cubanos. Las inversiones del exterior son permitidas siempre que el capital extranjero no sea más del 49 % del capital invertido en una industria.
Las fuerzas opositoras al Gobierno cubano argumentan que una de las razones de la permanencia en el poder de Castro desde 1959 se debe a la combinación de un sistema de partido único —según el artículo 5 de la Constitución de 1976, el Partido Comunista de Cuba es definido la «fuerza dirigente superior de la sociedad y del Estado»—. Ellos también señalan la imposibilidad de promover organizaciones opositoras, en referencia al artículo 62 de la Constitución vigente que establece:

Ninguna de las libertades reconocidas a los ciudadanos puede ser ejercida contra lo establecido en la Constitución y las leyes, ni contra la existencia y fines del Estado socialista, ni contra la decisión del pueblo cubano de construir el socialismo y el comunismo. La infracción de este principio es punible.

El gobierno socialista cubano ha sido acusado muchas veces de violar los derechos humanos en calidad de pena de muerte, represión a los ciudadanos y presos políticos.

## Poderes del Estado

### Asamblea Nacional del Poder Popular
El parlamento unicameral cubano, la Asamblea Nacional del Poder Popular, es el órgano supremo del poder del Estado. Tiene las potestades constituyente y legislativa, así como la atribución de elegir a los miembros de los órganos ejecutivos, judiciales y complementarios de instancia superior.
Los diputados cubanos de la Asamblea Nacional no son propuestos por ningún partido, ni siquiera por el Partido Comunista de Cuba, sino por los delegados de las Asambleas Municipales elegidos por el propio pueblo, aunque su amplia mayoría milita en él. 
Los gastos de las elecciones son sufragados por el Estado, e incluso queda prohibido por la ley que los candidatos hagan campaña a su favor. De este modo, para dar a conocer a los candidatos se utilizan otros métodos, como la colocación de biografías y fotos de los candidatos en lugares públicos de la Circunscripción Electoral, y los candidatos, todos juntos, se reúnen con los electores en locales públicos, en centros de trabajo, estudiantiles, cooperativas agrícolas, etc.
El diputado cubano no rinde cuenta de su actuación al partido, sino, única y exclusivamente, como establece la ley, a sus electores y a la Asamblea del Poder Popular del municipio por donde resultó elegido.
La Asamblea Nacional se reúne en dos períodos de tres o cuatro días por sesión ordinaria al año, y en sesión extraordinaria cuando lo solicite la tercera parte de sus miembros o la convoque el Consejo de Estado. En ella los diputados se reúnen en sus respectivas Comisiones para tratar y discutir todos los asuntos que son de su competencia. En estas reuniones es frecuente y normal que participen Ministros y máximos dirigentes de organismos estatales para informar de su trabajo y conocer de las preguntas y criterios de los diputados.
Como parte de ese mismo proceso, una buena parte del tiempo los diputados se reúnen en sesión plenaria para que Ministros del Gobierno informen de su gestión. En este contexto se produce un amplio debate, se hacen preguntas de todo tipo, se formulan críticas y sugerencias sobre las que los Ministros deberán responder de inmediato o en plazo breve.
Al finalizar este proceso la Asamblea pasa a debatir, en sesión plenaria, el Orden del Día, que previamente deberán aprobar los diputados, el cual contempla en primer lugar, los asuntos que la propia Constitución obliga:
- Presupuesto de la Nación.
- Política económica y su comportamiento.
- Proyectos de leyes.
- Evaluación de programas y actividades de los Organismos de la Administración Central del Estado.
- Analizar y aprobar los Acuerdos del Consejo de Estado.
- Designación de miembros del Consejo de Ministros.
- Elección de jueces y fiscales.

También el Orden del Día contempla temas de actualidad que previamente fueron sugeridos por las Comisiones Permanentes. A su vez, cada diputado puede formular propuestas de temas al momento mismo en que se pone a consideración el Orden del Día para su aprobación.
Entre cada sesión de la Asamblea Nacional se mantienen funcionando las Comisiones Permanentes de Trabajo (que son nombradas por la propia Asamblea Nacional), las que cuentan con un plan temático para todo el año, que previamente han aprobado sus integrantes; y, que contiene también asuntos que han sido indicados por el presidente de la Asamblea Nacional. Igualmente se sostienen activos los Grupos Parlamentarios de Amistad que mantienen vínculos con parlamentos de todas las regiones del mundo.
Para hacer un uso racional del tiempo de cada diputado, teniendo en cuenta que estos no son profesionales de la actividad parlamentaria; y, que por tanto, se mantienen laborando en sus respectivos centros de trabajo, cada diputado realiza fundamentalmente las tareas encomendadas por la Comisión Permanente en el ámbito de la provincia donde reside.
Al menos dos veces al año, el diputado ha de reunirse con sus electores para conocer de sus opiniones, demandas y críticas sobre situaciones de la comunidad o del funcionamiento de empresas y organismos estatales. Estos encuentros se desarrollan en un proceso que dura de dos a tres meses.
Además, el diputado debe participar en las sesiones ordinarias de la Asamblea del Poder Popular del municipio en el cual fue elegido, al menos cuatro veces al año. En cumplimiento de lo que la ley determina el diputado rinde cuenta ante la Asamblea Municipal una vez durante el mandato y, adicionalmente, en todas las ocasiones que se le solicite. Él participa de manera sistemática en reuniones de trabajadores, campesinos y estudiantes; visita fábricas, escuelas, cooperativas agrícolas; se reúne con dirigentes de empresas y organismos estatales y con muchos otros representantes de las instituciones locales y nacionales y de la sociedad civil. A su vez los diputados se reúnen sistemáticamente para evaluar y discutir en el seno de sus Comisiones y en ocasiones entre todos los que residen en una misma provincia para dar sus criterios y analizar los proyectos de leyes que serán presentados a las sesiones ordinarias de la Asamblea Nacional.
Las leyes de mayor trascendencia, aquellas que pueden afectar o les incumbe a la población en su conjunto o a los trabajadores y a su familia, se consultan y discuten con ellos en fábricas, cooperativas campesinas y escuelas así como en los barrios, entidades e instituciones de todo el país antes de ser analizadas, debatidas y aprobadas en el Parlamento.
El artículo 76 de la Constitución establece que todas las Leyes y acuerdos que adopte la Asamblea Nacional se tienen que tomar por mayoría de votos, con excepción de los que se refieran a las reformas de la propia Constitución que requerirán de las dos terceras partes de los que integran el Parlamento. Las leyes que la Asamblea Nacional aprueba no pueden ser vetadas por el Gobierno, o el presidente, ni pueden disolverla.

### Consejo de Estado
El Consejo de Estado es el órgano superior que representa al parlamento entre cada uno de sus periodos plenarios de sesiones. Tiene la condición de jefatura colegiada del Estado y está compuesto por su presidente (jefe de Estado y de Gobierno), un primer vicepresidente (que lo es también del Gobierno), cinco vicepresidentes, un secretario y veintitrés miembros. Este órgano tiene potestad legislativa plena, a través de decretos-leyes que deben ser ratificados por la Asamblea Nacional del Poder Popular de Cuba.

### Consejo de Ministros
El Gobierno cubano, colegiado en el Consejo de Ministros es quien ostenta las funciones ejecutivas. Sus miembros son elegidos por el parlamento o por el Consejo de Estado, por tiempo indefinido e individualmente (aunque en determinadas fechas se han efectuado renovaciones mayoritarias, la última el 2 de marzo de 2009). Está integrado por el presidente y el primer vicepresidente del Consejo de Estado, por un número indeterminado de vicepresidentes (actualmente 6), que pueden ser o no ministros, su Secretario, el resto de los ministros y los presidentes de otras entidades con rango de ministerio. El Gobierno cubano sesiona en pleno o selectivamente con carácter semanal.

## Otros órganos
Los otros órganos superiores son el Tribunal Supremo Popular, que encabeza el cuerpo judicial único de la nación, la Fiscalía General de la República, como garante de la legalidad de los ciudadanos e instituciones, y la Contraloría General de la República, que ejerce de máximo órgano auditor de la economía y las finanzas del Estado.
Desde 1962 el sistema político de Cuba ha sido de corte marxista-leninista, defendiendo la socialización de los medios de producción, la propiedad comunal de las tierras y la autogestión de los organismos productivos, lo que en la práctica, no obstante, ha significado el paso de los mismos en la mayoría de casos a propiedades bajo el control directo o indirecto de las instituciones y autoridades del Estado. Sin embargo, desde la crisis económica provocada por el fin de la COMECON y presionada por el bloqueo económico aplicado por Estados Unidos sobre la isla, el Gobierno ha promovido la inversión de capital extranjero.[cita requerida]

## Gobierno

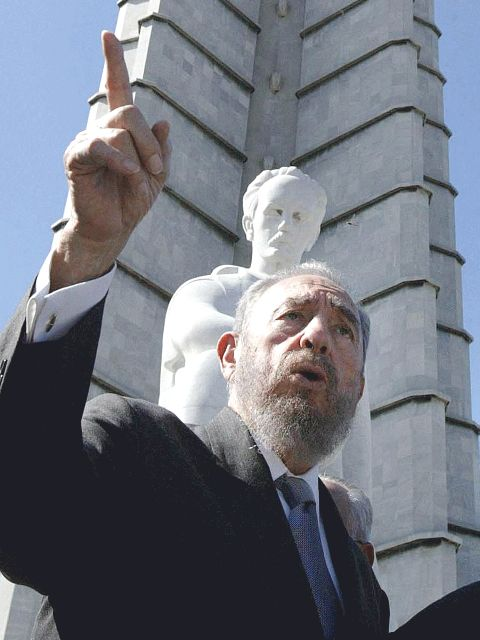
El expresidente cubano Fidel Castro ante el monumento al libertador José Martí. Plaza de la Revolución (Plaza Cívica) Monumento a José Martí Monumento Diseño: Enrique Luis Varela, escultura: Juan José Sicre acabado en 1958.

Cuba es un Estado socialista presidido por Miguel Díaz Canel, quien es actualmente el jefe de Estado, jefe de Gobierno, primer secretario del Partido Comunista de Cuba y comandante en jefe (jefe supremo) de las fuerzas armadas. El Ministerio del Interior es el principal órgano para la seguridad y el control del estado.

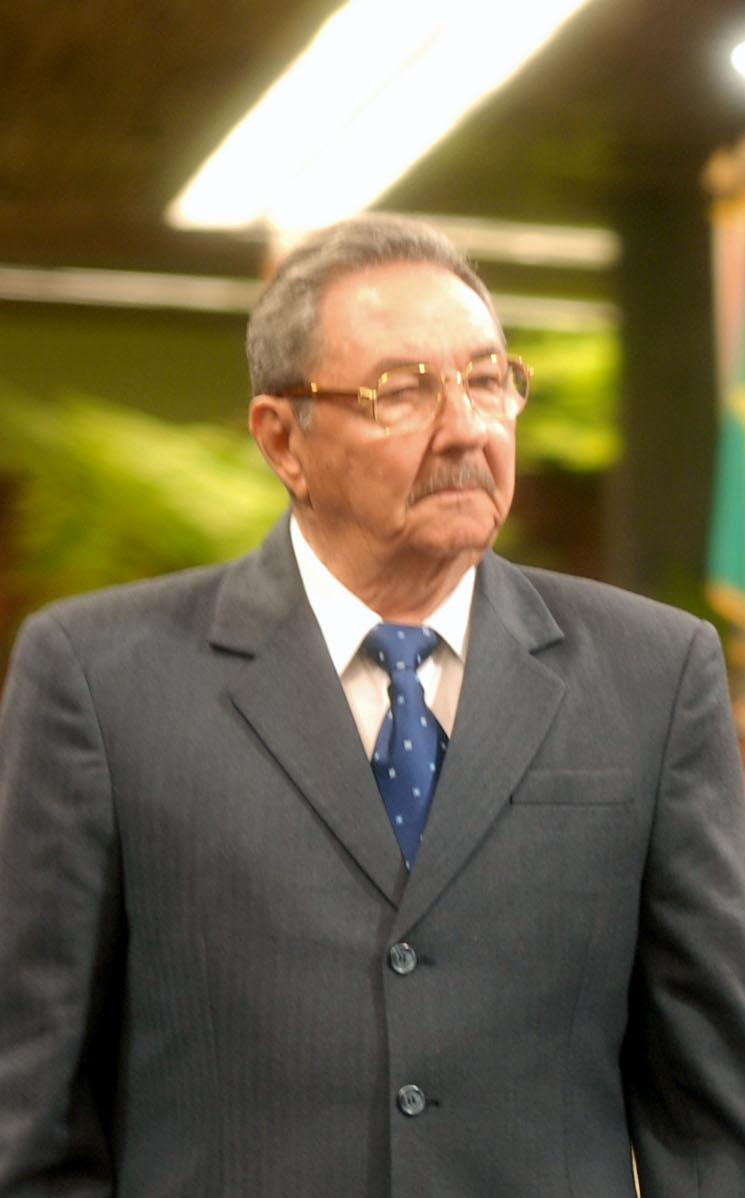
Raúl Castro Ruz, anterior presidente de la República de Cuba en una foto en el Palacio de la Revolución.

El Partido Comunista de Cuba es reconocido constitucionalmente como el único partido político legal.
El Comité de Defensa de la Revolución es una organización de masas, a la que es posible pertenecer a partir de los 14 años de edad y a la que pertenecen más de 8 millones de cederistas, el 94,3% de la población cubana con al menos 14 años. Como organización independiente del Estado, realiza actividades propias, pero comparte el objetivo máximo de la Revolución. Sus actividades son la defensa de los logros de la Revolución, el mantenimiento de edificios, limpieza de calles, la separación de los residuos para su reciclaje, activar los mecanismos para el ahorro energético y patrullas nocturnas de vigilancia.[cita requerida] Su estructura también es centralista, cada cuadra tiene sus propios Comités de Defensa de la Revolución.

## Sistema monetario
En el sistema monetario cubano coexisten dos monedas: el Peso cubano y el Peso convertible, conocido localmente como Chavito, con un valor prácticamente equiparado al dólar estadounidense. Solo los extranjeros pueden hacer inversiones en la economía cubana y obtener ganancias por ello,[cita requerida]
aunque no se puede comprar ningún bien estatal, sino arrendarlo. Los beneficios extraídos sufren la Tasa Tobin.
La ocupación de viviendas multifamiliares es común en Cuba. Debido a la escasez de materiales de construcción, el parque inmobiliario no es suficientemente amplio. Para combatir esto, se han creado las microbrigadas de trabajo, por las cuales un grupo de cederistas ofrecen su trabajo voluntario fuera de horario de trabajo para construir viviendas, piden una partida de material de construcción y suelo al Estado, construyen el edificio y lo ceden de nuevo a Estado como Patrimonio del Pueblo.[cita requerida]

## Organización político-administrativa
A lo largo de su historia Cuba ha tenido diferentes estructuras político-administrativas. A partir de la sanción de la constitución 1976, adoptó una nueva División Político-Administrativa que estructuró el espacio geográfico del archipiélago cubano en 14 provincias y un municipio especial. A su vez las provincias fueron divididas en municipios sumando estos la cantidad de 169. Una modificación de dicha Ley en 2010, segmentó la Provincia de La Habana en dos nuevas provincias y abolió un municipio. De ese modo a partir de 2011, Cuba tiene 15 provincias y 168 municipios.

## Sistema electoral
El sistema de votación en Cuba es jerarquizado por un sistema de electores, los cuales tienen una función similar a la de los colegios electorales en países como Estados Unidos. Los de un nivel más bajo son elegidos mediante elecciones populares, y los que resultaron electos eligen a su vez a los de un rango más alto y así continuamente.
En octubre de 1992, el Parlamento cubano aprobó por unanimidad una nueva ley electoral que, por primera vez, estableció el voto directo y secreto de toda la población en las elecciones provinciales y nacionales. Anteriormente solo se elegían de ese modo los delegados municipales. La decisión de modificar la Constitución aprobada en referéndum en 1976 fue sugerida en el IV Congreso del Partido Comunista celebrado en octubre de 1991. En febrero de 1993 se celebraron elecciones legislativas a las que estaban convocados siete millones y medio de cubanos, de los cuales votó un 97%. Fidel Castro era uno de los 589 candidatos a diputados que, por primera vez desde los inicios de la revolución, se sometió al voto directo y secreto de los ciudadanos, junto con 1190 delegados a las 14 asambleas provinciales y cerca de 600 a la Asamblea Nacional. Castro votó en la provincia oriental de Santiago de Cuba, por uno de cuyos distritos era candidato a diputado.
El proceso electoral está regulado en la ley electoral. Los candidatos en las elecciones no son propuestos por partidos, ni siquiera por el Partido Comunista de Cuba sino mediante asambleas de cada barrio o circunscripción electoral, donde cualquier ciudadano puede proponer a sus candidatos (bajo el sistema de una democracia sin partidos). En la asamblea se explican las cualidades de las personas propuestas, y en una votación a mano alzada de los vecinos se decide por mayoría las candidaturas finales. Para aquellos ciudadanos elegidos la campaña electoral basta la publicación de una breve biografía y su foto. Para las Asambleas Municipales se requiere entre 2 y 8 candidatos por cada puesto. Para las Asambleas Provinciales y Nacional, comisiones integradas por organizaciones de la comunidad seleccionan los candidatos. Al menos la mitad de ellos deben provenir de los delegados municipales. Las comisiones de candidatura tienen en cuenta también factores como el sexo, el color de la piel y la procedencia social para lograr una representación balanceada de los diferentes sectores sociales.
En las elecciones pueden votar todos los ciudadanos mayores de 16 años, y son elegidos todos aquellos candidatos con más de la mitad de los votos. El recuento de los votos es público, por lo que puede ser observado por cualquier ciudadano.
En las elecciones provinciales y nacionales las boletas tienen una casilla especial que permite votar por todos los candidatos de una vez. Esta última manera de votar es promovida por el Gobierno cubano, como una muestra de unidad popular (voto unido). Además esa posibilidad es una muestra de que las decisiones deben ser colegiadas entre personas de diferentes procedencias sociales y pensamientos.
Las características del sistema electoral cubano, recogidas en su Constitución y en su Ley Electoral, son las siguientes:
1. La inscripción es universal, automática y gratuita de todos los ciudadanos con derecho al voto, a partir de los 16 años de edad.
2. Ningún partido tiene derecho a postular candidatos. La postulación de los candidatos se efectúa directamente por los propios electores en asambleas públicas. El Partido Comunista no es una organización electoral, y por tanto ni se presenta a las elecciones ni puede postular candidatos.
3. Los gastos de las elecciones son sufragados por el Estado, e incluso queda prohibido por la ley que los candidatos hagan campaña a su favor. De este modo, para dar a conocer a los candidatos se utilizan otros métodos, como la colocación de biografías y fotos de los candidatos en lugares públicos de la Circunscripción Electoral, y los candidatos, todos juntos, se reúnen con los electores en locales públicos, en centros de trabajo, estudiantiles, cooperativas agrícolas, etc.
4. Como consecuencia del artículo 62 de la constitución, ningún individuo o candidato a la Asamblea Nacional (Parlamento) tiene derecho a pedir por un cambio en el sistema socialista.
5. Las urnas son custodiadas por niños y jóvenes pioneros, se sellan en presencia de la población, y el recuento de los votos se hace de manera pública, pudiendo participar la prensa nacional y extranjera, diplomáticos, turistas y todo el que lo desee.
6. Se requiere mayoría absoluta para que un candidato resulte elegido. Si ningún candidato alcanza el 50% de los votos válidos emitidos, los dos más votados deberán disputar una segunda vuelta.
7. Todos los ciudadanos cubanos tienen el derecho a elegir y ser elegidos. Como no hay lista de partidos, se vota directamente por el candidato que se desee.
8. Todos los órganos representativos del Poder del Estado son electivos y renovables.
9. Todos los elegidos tienen que rendir cuenta de su actuación.
10. Todos los elegidos pueden ser revocados en cualquier momento de su mandato.
11. Los diputados y delegados no cobran salario por la función que desempeñen.
12. En todos los procesos electorales que se han celebrado desde el año 1976, han participado más del 95% de los electores. En las elecciones para diputados en 1998 votó un 98,35% de los electores, resultaron válidos el 94,98% de los votos emitidos, fueron anuladas el 1,66% de las boletas y depositadas en blanco solo el 3,36%.[cita requerida]
13. Los Diputados a la Asamblea Nacional (Parlamento) se eligen para un mandato de 5 años.
14. Se elige un diputado por cada 20 000 habitantes, o fracción mayor de 10 000. Todos los territorios municipales están representados en la Asamblea Nacional, y el núcleo base del sistema, la circunscripción electoral, participa activamente en su composición. Cada municipio elige como mínimo dos diputados, y a partir de esa cifra, se eligen proporcionalmente tantos diputados como habitantes existan. El 50 % de los diputados tienen que ser delegados de las circunscripciones electorales municipales, los cuales tienen que vivir en el territorio de la misma.
15. La Asamblea Nacional elige, de entre sus Diputados, al Consejo de Estado y al presidente del mismo. El presidente del Consejo de Estado es jefe de Estado y jefe de Gobierno.
16. Al ser la Asamblea Nacional el Órgano Supremo del Poder del Estado y estarle subordinada a ella las funciones legislativas, ejecutivas y judiciales, el jefe de Estado y de Gobierno no puede disolverla.
17. La iniciativa legislativa es patrimonio de múltiples actores de la sociedad, no solo de los diputados, del Tribunal Supremo y la Fiscalía, sino también de las organizaciones sindicales, estudiantiles, de mujeres, sociales y de los propios ciudadanos, requiriéndose en este caso que ejerciten la iniciativa legislativa 10 000 ciudadanos como mínimo que tengan la condición de electores.
18. Las leyes se someten al voto mayoritario de los Diputados. Lo específico del método cubano es que una ley no se lleva a la discusión del Plenario hasta que, mediante consultas reiteradas a los diputados y teniendo en cuenta las propuestas que han hecho, quede claramente demostrado que existe el consentimiento mayoritario para su discusión y aprobación. La aplicación de este concepto adquiere relevancia mayor cuando se trata de la participación de la población, conjuntamente con los diputados, en el análisis y discusión de asuntos estratégicos. En esas ocasiones el Parlamento se traslada a los centros laborales, estudiantiles y campesinos, haciéndose realidad la democracia directa y participativa.

## Seguridad nacional
Cuba, durante la revolución socialista, y bajo la amenaza de invasión por parte de Estados Unidos, se convirtió en una sociedad sumamente militarizada, preparada en todo momento para la "Guerra de todo el Pueblo".
Desde 1975 hasta finales de los años 1980 fue la masiva ayuda militar soviética la que le permitió a Cuba mejorar su capacidad militar y proyectar su poder en el extranjero. La cantidad de suministros militares soviéticos a Cuba durante la década de 1980 excedieron los de cualquier año desde la escalada militar durante la crisis de los misiles de 1962. En 1990, la fuerza aérea cubana, con alrededor de 150 cazabombarderos suministrados por los soviéticos, incluyendo MiG-23 Floggers avanzados y MiG-29 Fulcrums era, probablemente, la mejor equipada de toda América Latina. En 1994, se estimaba que las fuerzas armadas cubanas tenían alrededor de 235.000 miembros de personal activo. En 2000 ―según Almanaque mundial y Balance Militar―[cita requerida] tenía 1625 tanques, 1300 carros blindados, 1160 piezas de artillería, 110 aviones y 46 buques, con un gasto promedio de 600 millones de pesos cubanos (16 millones de euros).[cita requerida]
El poder militar cubano se vio severamente reducido después de la pérdida de los subsidios soviéticos. Desde la década de 1980 se puso en práctica la táctica que se conoce como la Guerra de Todo el Pueblo (GTP), que se define (según los manuales de las Fuerzas Armadas Revolucionarias):

La concepción estratégica defensiva del país, ella resume las experiencias históricas acumuladas por el pueblo de cubano en más de 100 años de lucha y lo mejor de las tradiciones combativas de otros pueblos hermanos. La GTP es, por lo tanto, la participación de todas las fuerzas de la sociedad bajo la dirección única del partido, durante el tiempo que sea necesario, en la defensa del país ante una agresión. En esencia, garantiza que cada cubano posea una forma, lugar y un medio de lucha para afrontar la agresión. La puesta en práctica de la GTP es garantía de victoria y elemento de disuasión del enemigo que no debe ignorar el alto precio que tendría que pagar por su agresión. Ser fuerte es una manera de evitar la guerra. La guerra que evitemos será nuestra mejor victoria.[cita requerida]

Para ello, en tiempo de paz se crean e instruyen consejos de defensa provinciales, municipales y de zonas. Cada zona de defensa es un porción de territorio inferior a un municipio que, en tiempo de guerra, podrá funcionar de manera casi autónoma, con sus propios medios de defensa, producción y abastecimiento.
Existen varias fuerzas cívico-militares:
- FAR (Fuerzas Armadas Revolucionarias): suman unos 60 000 efectivos regulares, que constituyen el ejército regular, y comprenden a las tropas regulares y a las milicias de tropas territoriales.

- MTT (Milicias de Tropas Territoriales): son tropas voluntarias selectivas y territoriales y cumplen tareas secundarias de defensa. En tiempos de paz son civiles, pero cuando se les moviliza pasan a ser parte del cuerpo militar.

- Brigadas de Producción y Defensa: comprenden el grupo dirigido por el consejo de zona y su participación es masiva y voluntaria por parte del pueblo. Se crean a partir de sus centros de trabajo o estudio. Su cometido es el aseguramiento técnico, médico, formativo financiero y material de la zona durante las situaciones excepcionales.

- Servicio Militar de Reserva: aquí se pueden incorporar los ciudadanos y militares varones mayores de 45 años (es la única organización de defensa que no es integrada por mujeres).

- UJC (Unión de Jóvenes Comunistas) puede integrarse en las otras fuerzas o constituir grupos de guerrilla semiautónomos.

## Oposición política al sistema de Gobierno
Desde la Revolución cubana se han formado varios grupos de oposición política al sistema de Gobierno en Cuba:
- Movimiento San Isidro
- Unión Patriótica de Cuba
- Partido Pro Derechos Humanos de Cuba, fundado el 20 de julio de 1988
- Damas de Blanco
- Movimiento Cristiano Liberación
- FLAMUR
- Asamblea para Promover la Sociedad Civil
- Movimiento Independiente Opción Alternativa (MIOA).
- Movimiento Femenino Martha Abreu
- Movimiento Nacional de Resistencia Cívica Pedro Luis Boitel.

También destacan personajes del ámbito cultural cubano que se oponen al régimen cubano. Entre ellos el famoso escritor y guionista Guillermo Cabrera Infante, después de la Revolución cubana, Cabrera Infante, que la había apoyado, fue nombrado director del Consejo Nacional de Cultura, ejecutivo del Instituto del Cine y subdirector del diario Revolución (actual Granma), encargándose de su suplemento literario, Lunes de Revolución, en el que pretendía llevar a cabo los sueños de libertad y desarrollo cultural de la revolución. Sin embargo, sus relaciones con el régimen pronto se deterioraron, debido al cortometraje PM que Orlando Jiménez Leal y su hermano, Sabá Cabrera, rodaron a finales de 1960. En este corto, sin una estructura definida, se describía las maneras de divertirse de un grupo de habaneros durante un día de finales de 1960. Fue prohibido en 1961 por Fidel Castro. Estalló la polémica en las páginas de Lunes de Revolución hasta que el suplemento fue suprimido ese mismo año. La luna de miel de la revolución cubana con Cabrera Infante tocaba a su fin. En su discurso del 30 de junio de 1961 («Palabras a los intelectuales»), Fidel Castro pronunció su célebre frase «Dentro de la Revolución todo; contra de la Revolución, nada».
Desde los inicios de la Revolución cubana, muchos ciudadanos se han establecido fuera de la isla, preferentemente en Estados Unidos, siendo la política el mayor motivo de esta emigración que igualmente ha creado grandes problemas económicos- Después de casi 50 años se considera que existen más de 2 millones de cubanos fuera de Cuba lo cual representa aproximadamente un 10 % de su población. El Gobierno de Cuba sì reconoce la nacionalidad cubana a las personas de origen cubano que residen en el extranjero. Las personas residentes fuera de la isla pueden poseer propiedades en Cuba.
La mayor parte de los cubanos residentes en el exterior se encuentran localizados en Miami donde se ubicaron desde los años sesenta.
El deterioro de las relaciones entre el gobierno de Cuba y el Gobierno de Estados Unidos y otros países aliados a la misma, han causado en Cuba la implantación de diversas restricciones existen en el ámbito interno que limitan a las personas con opiniones en contra del sistema político. El acceso a Internet es limitado.
En 2008 el Gobierno de Raúl Castro levantó las restricciones para la venta de teléfonos celulares, motos, alquiler de autos, el acceso a centros turísticos y la compra de medicinas a bajo costo en cualquier lugar de la isla.[cita requerida] Conjunto a la recuperación del país iniciada en 1997 se encuentra actualmente, como medida con el aumento de la producción y los ingresos la venta a la población.

## Derechos humanos
En materia de derechos humanos, respecto a la pertenencia a los siete organismos de la Carta Internacional de Derechos Humanos, que incluyen al Comité de Derechos Humanos (HRC), Cuba ha firmado o ratificado:
| Cuba | Tratados internacionales    | Tratados internacionales  | Tratados internacionales    | Tratados internacionales  | Tratados internacionales  | Tratados internacionales | Tratados internacionales | Tratados internacionales | Tratados internacionales    | Tratados internacionales | Tratados internacionales  | Tratados internacionales | Tratados internacionales | Tratados internacionales | Tratados internacionales | Tratados internacionales  | Tratados internacionales | Tratados internacionales  |
| --- | --------------------------- | ------------------------- | --------------------------- | ------------------------- | ------------------------- | ------------------------ | ------------------------ | ------------------------ | --------------------------- | ------------------------ | ------------------------- | ------------------------ | ------------------------ | ------------------------ | ------------------------ | ------------------------- | ------------------------ | ------------------------- |
| Cuba | CESCR                       | CESCR                     | CCPR                        | CCPR                      | CCPR                      | CERD                     | CED                      | CEDAW                    | CEDAW                       | CAT                      | CAT                       | CRC                      | CRC                      | CRC                      | CRC                      | MWC                       | CRPD                     | CRPD                      |
| Cuba | CESCR                       | CESCR-OP                  | CCPR                        | CCPR-OP1                  | CCPR-OP2-DP               | CERD                     | CED                      | CEDAW                    | CEDAW-OP                    | CAT                      | CAT-OP                    | CRC                      | CRC-OP-AC                | CRC-OP-SC                | CRC-OP-CP                | MWC                       | CRPD                     | CRPD-OP                   |
| Pertenencia | Firmado pero no ratificado. | Ni firmado ni ratificado. | Firmado pero no ratificado. | Ni firmado ni ratificado. | Ni firmado ni ratificado. | Firmado y ratificado.    | Firmado y ratificado.    | Firmado y ratificado.    | Firmado pero no ratificado. | Firmado y ratificado.    | Ni firmado ni ratificado. | Firmado y ratificado.    | Firmado y ratificado.    | Firmado y ratificado.    | Sin información.         | Ni firmado ni ratificado. | Firmado y ratificado.    | Ni firmado ni ratificado. |
| Firmado y ratificado, firmado, pero no ratificado, ni firmado ni ratificado, sin información, ha accedido a firmar y ratificar el órgano en cuestión, pero también reconoce la competencia de recibir y procesar comunicaciones individuales por parte de los órganos competentes. |                             |                           |                             |                           |                           |                          |                          |                          |                             |                          |                           |                          |                          |                          |                          |                           |                          |                           |

Cuba es miembro fundador del Consejo de Derechos Humanos de la Organización de las Naciones Unidas, siendo elegida para la vicepresidencia del mismo en 2010. Además tiene uno de los mayores IDH del continente. El respeto y defensa de los derechos humanos proclamado con la firma de estos acuerdos, sin embargo, no se ha reflejado completamente en los hechos.

### Sitios en Internet del Gobierno Cubano
- Sitio web oficial del Gobierno Cubano
- Asamblea Nacional del Poder Popular de la República de Cuba
- Parlamento Cubano
- Ministerio de Relaciones Exteriores de Cuba
- Partido Comunista de Cuba

### Medios oficiales cubanos
- Granma Internacional Digital
- Cubavisión - TV en vivo
- Cuba - Contracorriente
- Revista Temas (Cultural).
- CubaDebate - Contra el terrorismo mediático

### Otros sitios con información de Cuba
- CubaNet Noticias de Cuba desde el exterior.
- Servicio de Noticias de World Data Research Center
- Cuba Siglo XXI
- Si Cuba Si
- EuskadiCuba - Askatasuna!
- Noticias sobre Cuba
- Diario Cubano Independiente
- Cubaencuentro.com: Diario Independiente de Asuntos Cubanos

- Datos: Q1155727
- Multimedia: Politics of Cuba / Q1155727